# Heike Popel

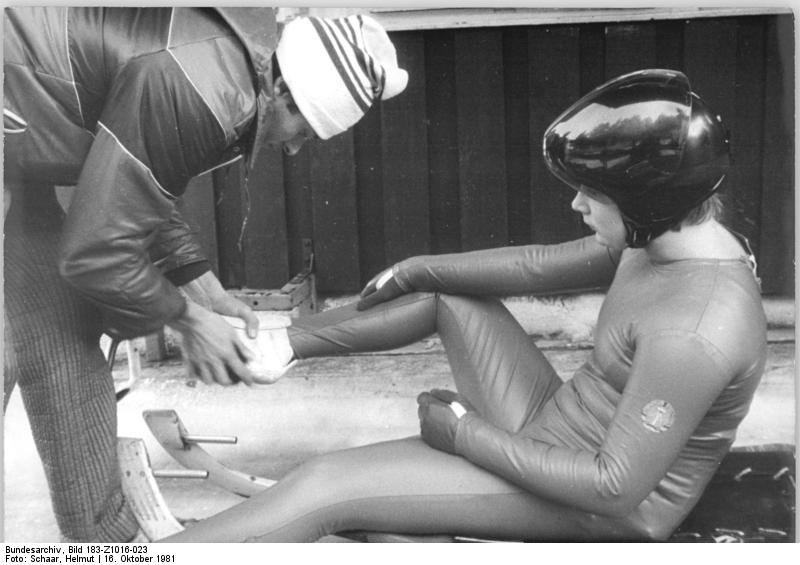
Heike Popel, 1981

Heike Popel, verheiratete Heike Perini (*  1961) ist eine deutsche ehemalige Rennrodlerin der DDR, die für den  SC Traktor Oberwiesenthal startete.
Bei den nationalen Rennrodelmeisterschaften der Deutschen Demokratischen Republik errang sie 1982 in Oberwiesenthal die Goldmedaille vor Anke Popel. Zwei Jahre später wurde sie im italienischen Olang Vizeeuropameisterin hinter Monika Auer und vor der Drittplatzierten Cerstin Schmidt. Sie war zuvor 1975 Spartakiade-Siegerin sowie 1979 und 1980 DDR-Juniorenmeisterin. Darüber hinaus gewann sie in der Saison 1980/1981 ein Weltcup-Rennen auf der Kunsteisbahn am Königssee.

## Erfolge

### Weltcupsiege
Einsitzer
| Nr. | Datum         | Ort       | Bahn                                  |
| --- | ------------- | --------- | ------------------------------------- |
| 1.  | 22. Feb. 1981 | Königssee | Kombinierte Kunsteisbahn am Königssee |